# Tadeusz Ostrowski

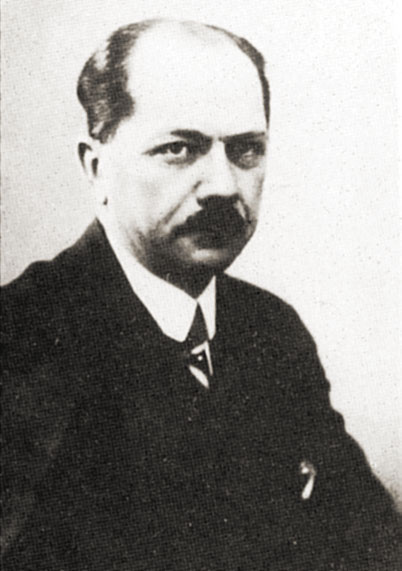
Tadeusz Ostrowski

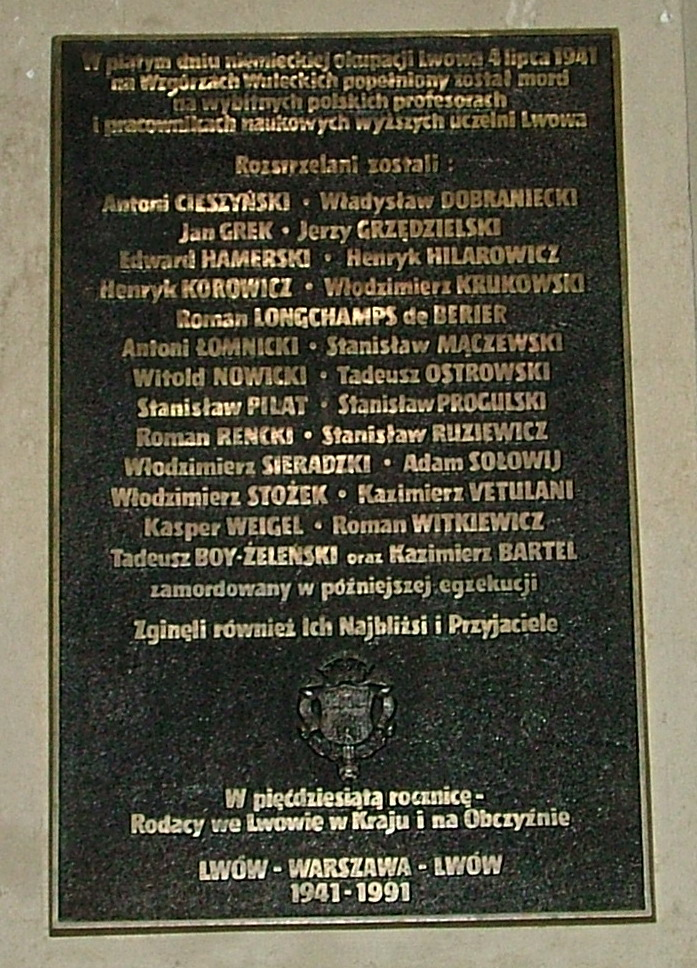
Gedenktafel mit Ostrowski

Tadeusz Ostrowski (* 4. Juli 1881 in Wien; † 3. Juli 1941 in Lemberg) war ein polnischer Chirurg und Hochschullehrer.

## Leben
Ostrowskis Eltern waren der Zahnarzt Antoni Ostrowski und die Österreicherin Elisabeth Mauler von Elisenau. Bei seiner Liebe zum Bergsteigen gelangen ihm Erstbesteigungen von Berggipfeln in der Hohen Tatra, so auch der Abstieg auf der Nordseite des Kriváň. Alpine Gipfel waren Großglockner, Marmolata, Jungfrau, Monte Rosa, Breithorn (Zermatt), Mont Blanc (1910). Ostrowski gehörte zu den Gründern des Akademischen Touristenklubs zu Lemberg.
Die chirurgische Ausbildung durchlief er bei Ludwik Rydygier an der Jan Kazimierz-Universität Lemberg. 1923 folgte er seinem Lehrer auf den Lehrstuhl für Chirurgie. Er war Präsident der polnischen Chirurgengesellschaft und 1937/38 Dekan der Medizinischen Fakultät. Als vielseitiger Chirurg befasste er sich mit Brustkrebs, Tuberkulose, Kehlkopfkrebs, Gallenblase und Gallengang, Leberzirrhose und Wanderniere. Mit Wiktor Bross führte er die in Polen erste Lobektomie aus.
Nach der Sowjetischen Besetzung Ostpolens leitete er die sowjetische Chirurgische Klinik der Nationale Medizinische Danylo-Halyzkyj-Universität Lwiw. Im August 1940 besuchte er in Moskau den Allunionsausschuss für Wissenschaft. Der kunstsinnige Ostrowski sammelte Schmuck, Silber, Möbel, Teppiche und Gemälde. Unter Beteiligung von Pieter Menten wurde 1943 alles beschlagnahmt. In der Nacht zu seinem 60. Geburtstag wurde er mit seiner Frau Jadwiga Ostrowska ermordet. Das gleiche Schicksal traf seinen Kollegen Stanisław Ruff, dessen Frau und den gemeinsamen Sohn.

## Ehrungen
- Orden Polonia Restituta, Komturkreuz (1938)

## Bestiegene Tatragipfel
- Gąsienicowa Przełączka (1905)
- Żłobisty Szczyt
- Gąsienicowa Turnia
- Ostry Szczyt